# Sport Club Luso Brasileiro
Le Sport Club Luso Brasileiro était un club brésilien de football basé à São Luís dans l'État du Maranhão.

## Palmarès
- Championnat du Maranhão :
  - Champion : 1918, 1919, 1922, 1923, 1924, 1925, 1926, 1927.